# 新成羽川ダム
新成羽川ダム（しんなりわがわダム）は、岡山県高梁市備中町西油野地先、一級河川高梁川水系成羽川に建設されたダムである。

## 概要
高梁川は岡山三大河川の1つであり、特に河口部は水島臨海工業地域等があり工業生産が盛んな地域である。戦後急速に工業地域は拡大して行くがこれに対応できるだけの電力供給のための整備は遅れていた。高梁川水系では成羽川の右支川である帝釈川に1924年（大正13年）帝釈川ダム（重力式コンクリートダム・62.1m）が完成していた他は水力発電は特記するものが無かった。このため中国電力は新規電源開発地点として成羽川中流部を選定し、1963年（昭和38年）より「新成羽川発電所建設計画」として3ヶ所の発電専用ダムを建設する計画を立てた。その根幹施設が新成羽川ダムである。
ダムの型式は全国に12基しか存在しない重力式アーチダム、堤高は103.0mと日本最大規模の重力式アーチダムである。発電所である新成羽川発電所は下流に建設された田原ダム（重力式コンクリートダム・41.0m）との間で自流混合式揚水発電を行い、認可出力は303,000kWと当時としては西日本最大の水力発電所であった。更に下流には放流した水量を調整し河川流量維持と発電を効率化するための逆調整池として黒鳥ダム（重力式コンクリートダム・15.5m）を設けた。3ダムとも1968年（昭和43年）に完成し、以後備中地域の電力需要に貢献をしている。
ダムは発電専用であるが、後述する工業用水の供給も目的としており、多目的ダムとして位置づけられる。但し洪水調節機能は持っていない。このため豪雨の際の緊急放流によって下流の水害を増幅したとして昭和40年代には「新成羽川ダム水害訴訟」が起こされている（判決は原告敗訴）。

## 工業地帯の水源
新成羽川ダムは発電の他に水島地域・児島地域・笠岡地域の工業地域に対する工業用水の供給という重要な目的を持っている。これは岡山県企業局による工業用水道事業に基づくものである。

### 沿革
戦後水島や玉島等を中心とした水島臨海工業地域を始めとして、瀬戸内海沿岸の工業地域は急速な発展を遂げつつあった。これは陸上交通と海上交通の両方に有利な立地条件であることが原因であり、川崎製鉄（現・JFEスチール）、三菱化成（現・三菱化学）・三菱自動車・三菱ガス化学といった三菱グループの工場が進出し工業生産は盛んとなった。児島地域においても同様の状況が見られ、更に通商産業省（現・経済産業省）による「備後工業整備特別地域」に指定された笠岡市にも日本鋼管を始めとした工場進出が行われた。こうした工業地域の拡充は、河川より直接取水していた工業用水の逼迫を招き、新規の水源確保を図らなければ成らなかった。
こうした経緯から備中地域の大河・高梁川がクローズアップされた訳であるが、当時高梁川には帝釈川ダムの他は農林省（現・農林水産省）が建設した小阪部川ダム（小阪部川）しか河川施設がなく、現状では対応できなかった。1953年（昭和28年）7月、国土総合開発法施行に伴い中国地方の総合開発を検討する「中国地方総合開発委員会」が設置され、その中に「高梁川流域総合開発専門委員会」が設けられた。これによって建設省（現・国土交通省）など関連する行政機関との連携を図りながら岡山県は「高梁川総合開発計画」を進め、洪水調節の他に工業用水供給のための多目的ダム事業を計画した。
最初に計画されたのは高梁川本川中流部、高梁市中井地先に「方谷ダム」を建設することであったが水没物件の問題から計画は中止され、代案として新見市で高梁川に注ぐ西川に河本ダム（中空重力式コンクリートダム・60.0m）の建設に着手、1963年（昭和38年）に完成した。これにより工業用水の確保がし易くなったものの、高度経済成長に伴う加速度的な工業生産の拡大に耐えうるには、更なる水源確保が必要となった。

### 県営水島・笠岡工業用水道事業
1961年（昭和36年）岡山県企業局は、水島臨海工業地域への工業用水供給を図るべく「水島工業用水道事業」に着手した。そして河本ダムの他当時計画段階にあった新成羽川ダムに事業参加し、水源として活用することとした。両ダムより供給された水は高梁川潮止堰（建設省管理）地点より取水し西之浦浄水場を経て水島地域に送水する。これにより日量で708,000トンの工業用水供給を可能にするものである。更に1990年（平成2年）からは水島地域に加え児島地域にも供給区域を拡大し、かつ老朽化した施設整備事業を展開することで日量20,000トンの供給を行う。水源については新成羽川・河本両ダムの他、1998年（平成10年）には高梁川本川最上流部に千屋ダム（重力式コンクリートダム・97.5m）が完成して更なる補給を行えるようになった。
一方笠岡地域に関しては1972年（昭和47年）より「笠岡工業用水道事業」が建設に着手された。これは笠岡臨海工業地域に対し日量49,700トンの工業用水補給を行うことを目的とするもので、高梁川下流の船穂揚水機場より全長約22kmに及ぶ笠岡共用導水路を経て笠岡浄水場から工業地域に送水するものである。1985年（昭和60年）からは茂平工業団地に、1993年（平成5年）からは笠岡港地域にも用水の供給を開始している。尚、1968年5月より農林省が進めていた笠岡湾干拓事業（1990年3月完成）の農業用水水源も新成羽川ダムを利用することとなった。
このように新成羽川ダムは現在発電の他、水島臨海工業地帯など日本有数の工業地域の水がめとして極めて重要な役割を担っている。

## 備中湖
ダムによってできた人造湖は当初「新成羽川貯水池」と呼ばれていたが、現在は備中湖（びっちゅうこ）と命名されている。総貯水容量127,500,000トンは中国地方では山口県萩市にある同じ重力式アーチダムの阿武川ダム（阿武川）に次ぐ規模であり、新成羽川ダムは中国地方最大級のダムといえる。ダム建設によって100戸以上の住居が水没したが、ダム傍にある水没記念碑にはダム建設によって移転を余儀なくされた住民の全氏名が彫られている。また、成羽川は鎌倉時代には水運が発達し、1307年に水運航路が完成したことを記念して作られた記念碑で国の史跡に指定されている「笠神の文字岩」が存在しているが、これも現在は湖の底である。なお、傍の県道沿いにレプリカが設置されている。
備中湖はヘラブナ釣りのメッカの一つで、4kgを超える大物も釣れるほどであり多くのヘラブナ釣り師が訪れる。この他ワカサギ釣りも盛んであり、諏訪湖で養殖したものを定期的に放流している。備中湖は岡山県・広島県に跨ることから管轄する漁業協同組合も2つあり、各漁協によって釣りのルールが異なる。例えばボート釣りに関しては広島県側（上流）は禁止、岡山県側（下流）は可能であり、入漁する際には注意が必要である。近年カワウによる漁業被害が全国的に問題になっているが、備中湖においても急激に増殖しており漁協では対策に頭を悩ませている。

## 備考
ダムより上流には名勝・帝釈峡や神竜湖があり、下流の高梁市街には創建当時から現存する12の天守閣の1つで、唯一の山城である備中松山城がある。ダム直下の新成羽川発電所は予約をすれば1名より見学が可能であり、社会科見学に訪れる学生も多い。
国道313号、国道182号、岡山県道33号新見川上線、広島県道・岡山県道107号奈良備中線、岡山県道437号下郷惣田線が最寄のアクセスになる。岡山県側から新成羽川ダム・田原ダムに向かう場合は県道33号から県道107号（成羽川左岸）または県道437号（成羽川右岸）を経由することになる。また広島県側から国道182号～県道107号経由でダムに向かう場合は、上流部の道路が断崖絶壁になっているので運転には注意が必要である。

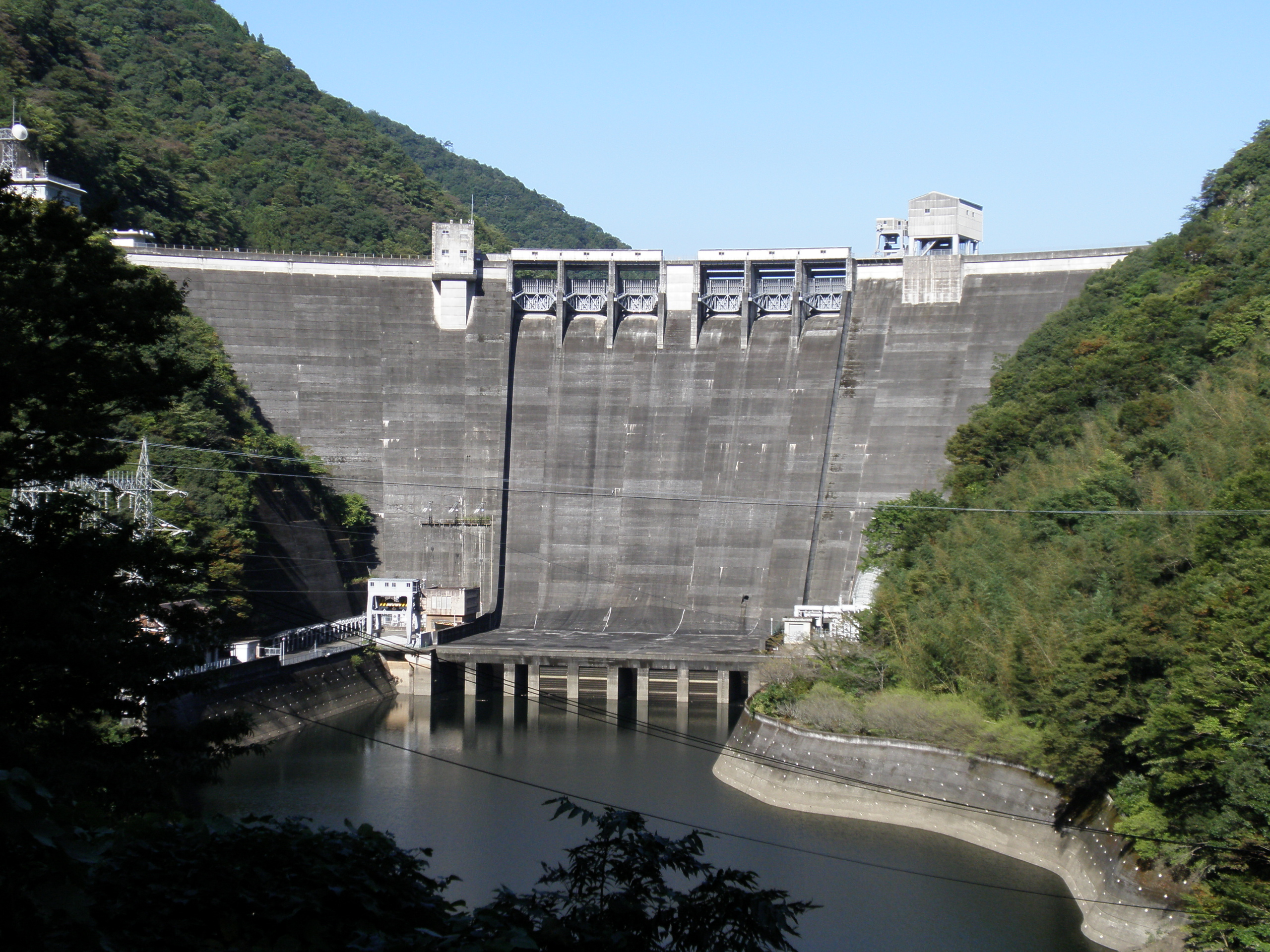
新成羽川ダム
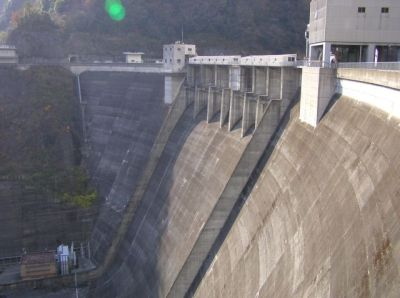
新成羽川ダム
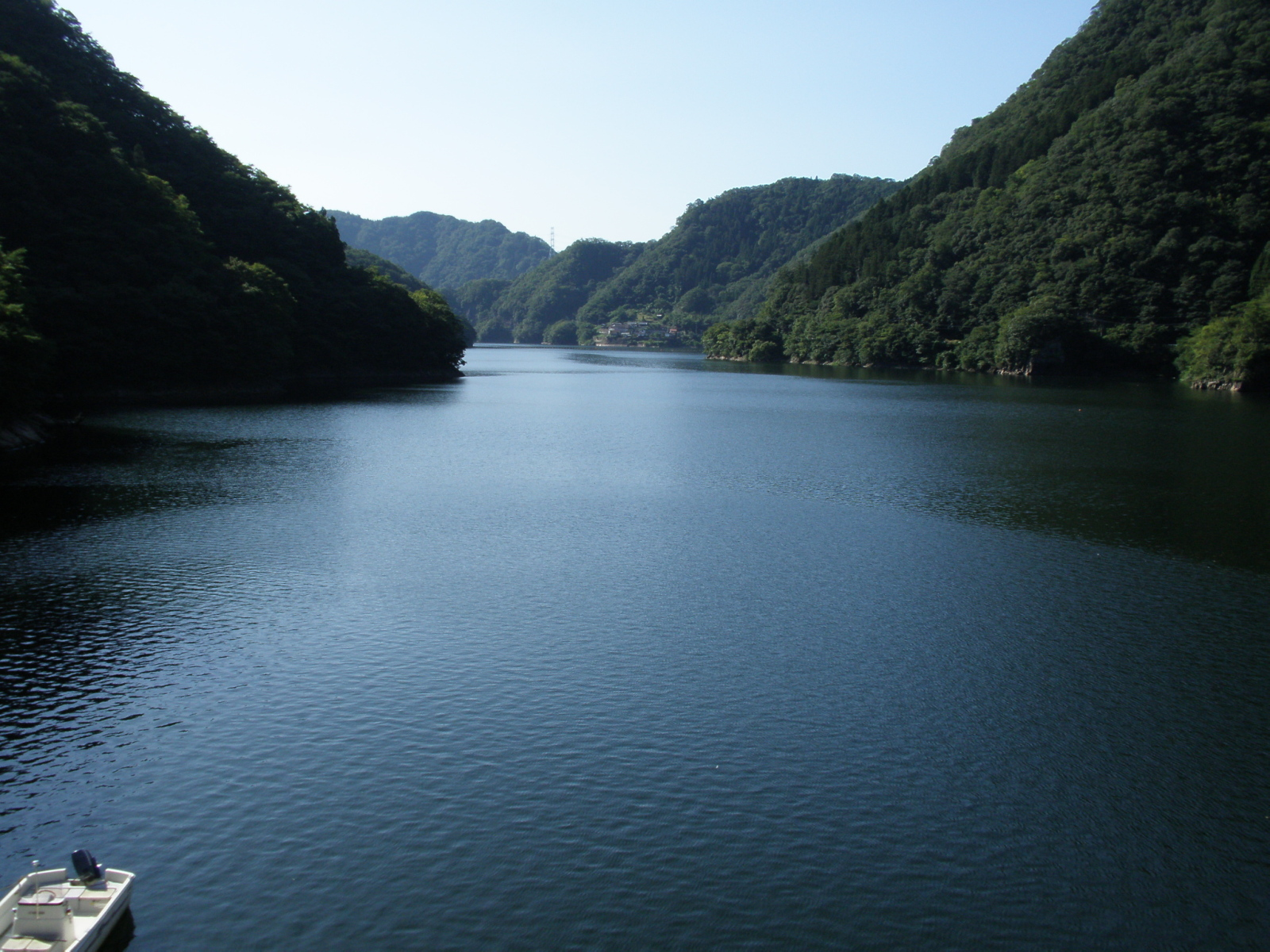
備中湖
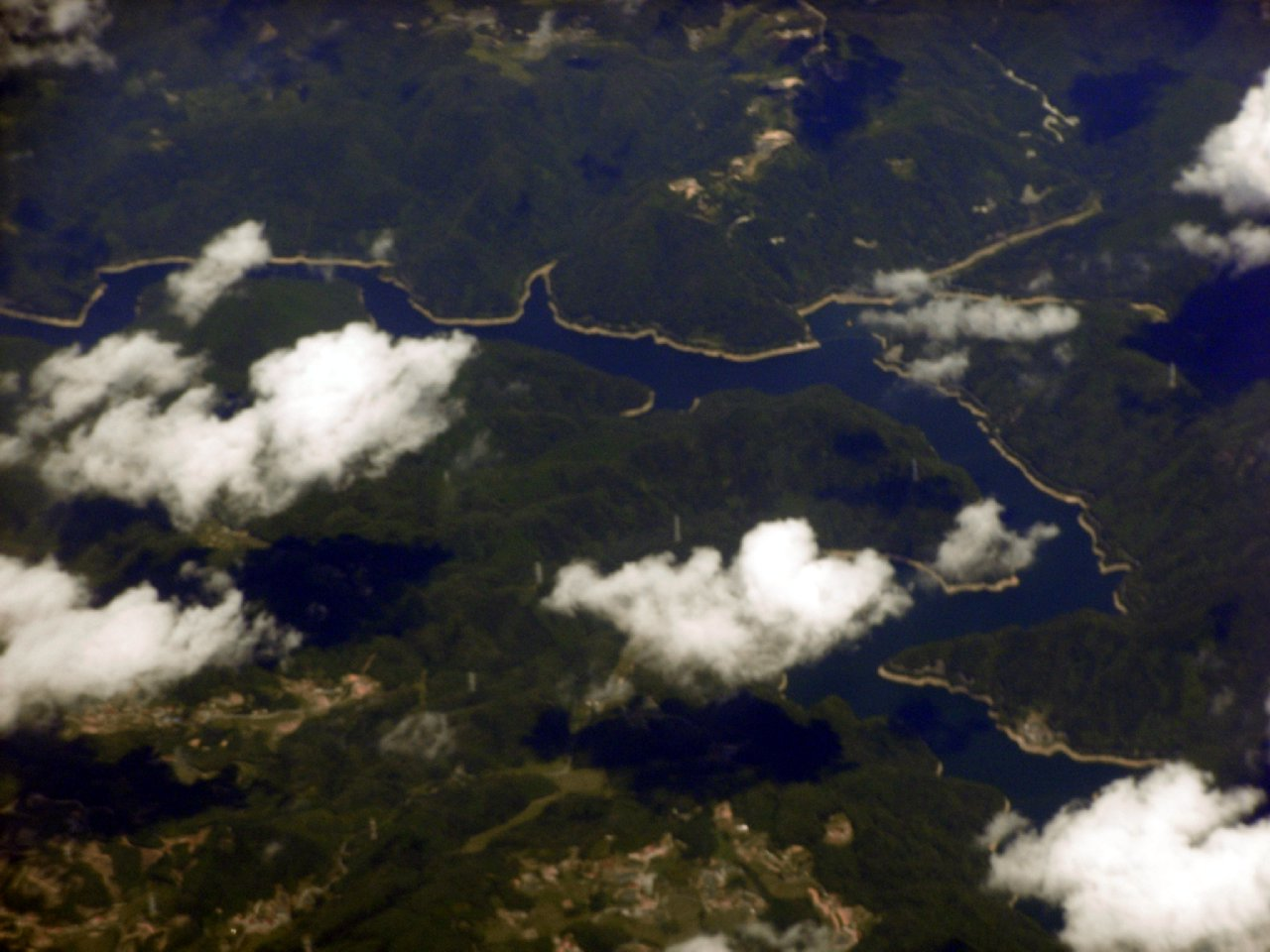
備中湖空撮
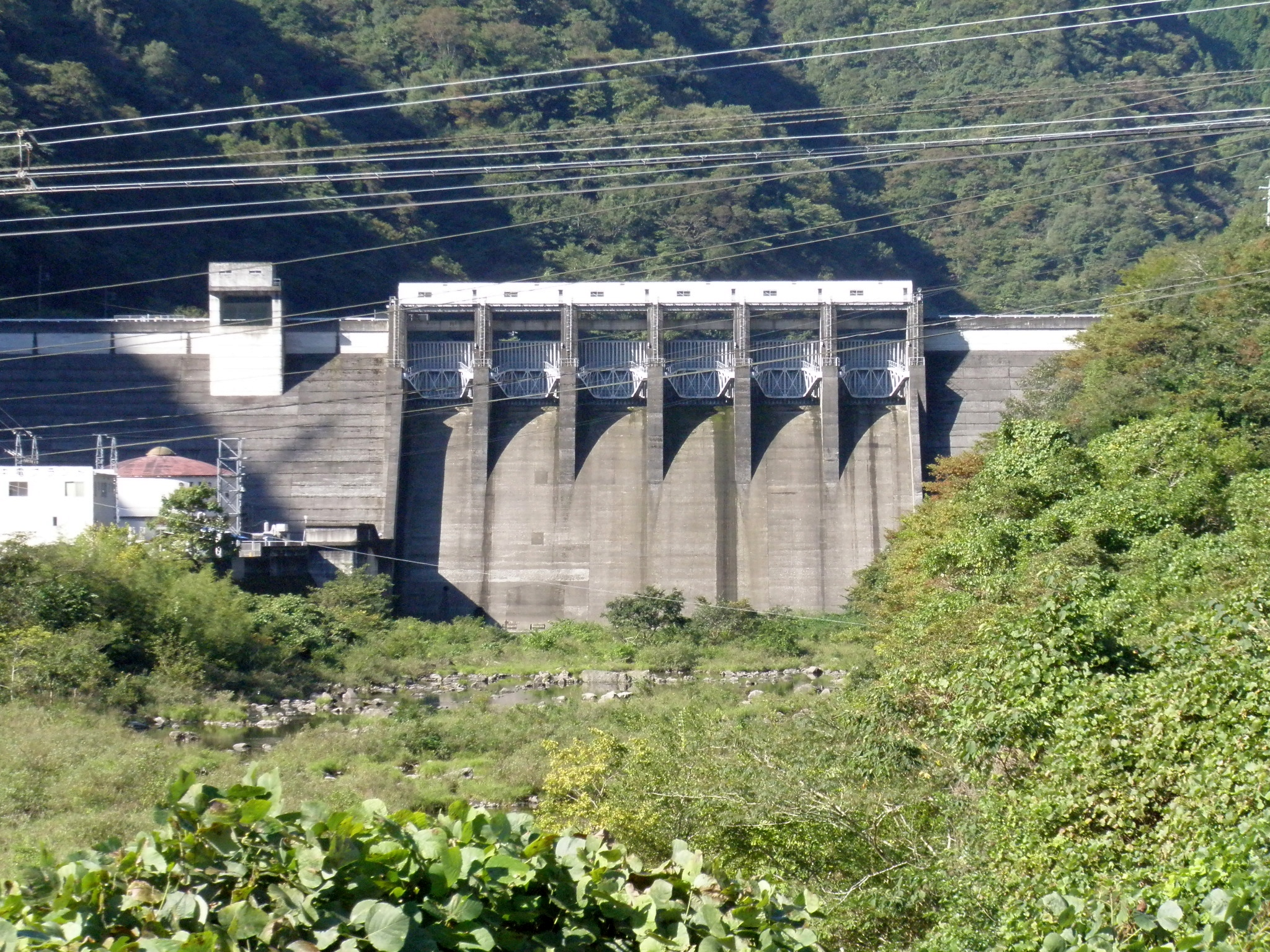
田原ダム
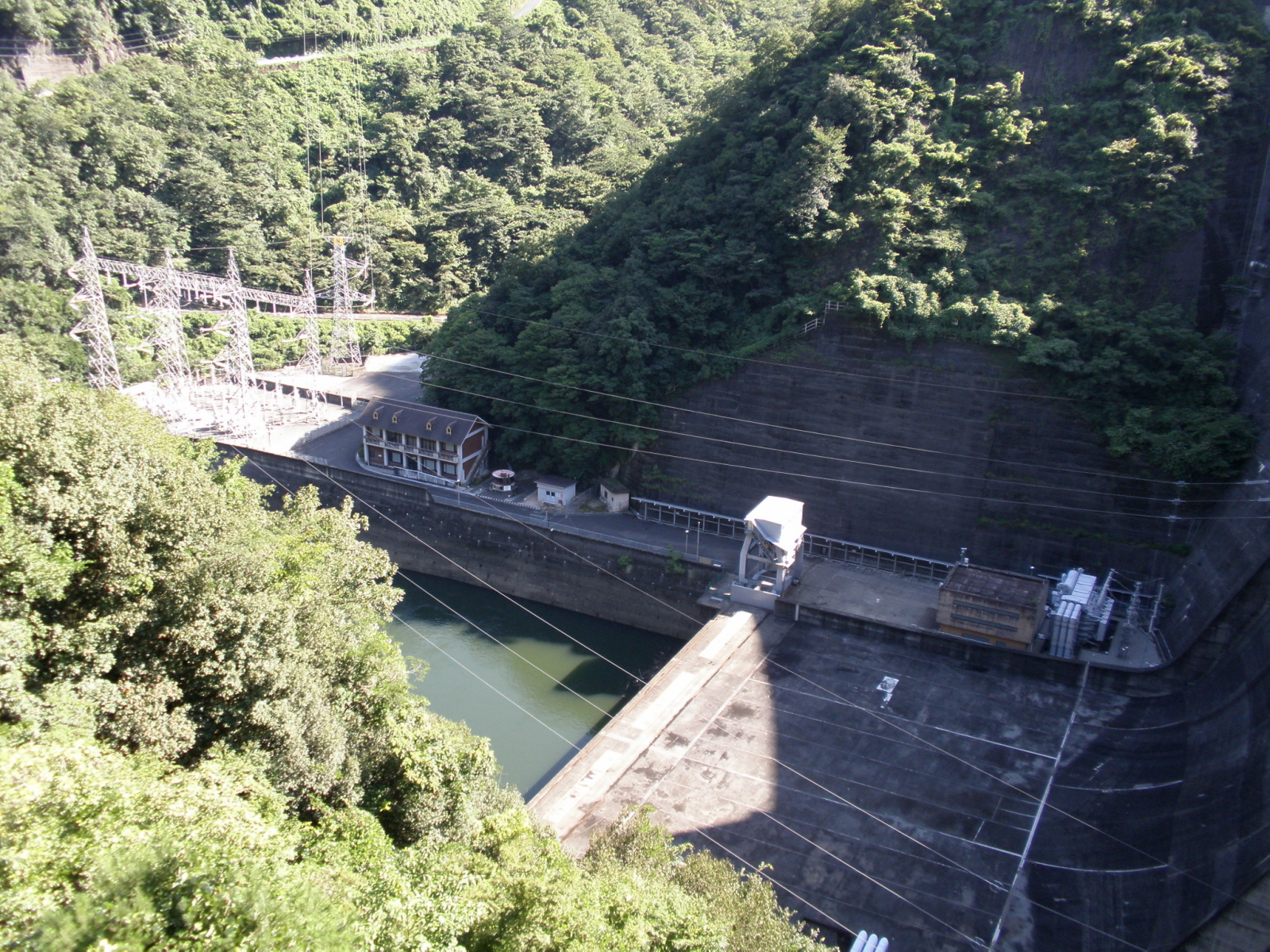
新成羽川発電所
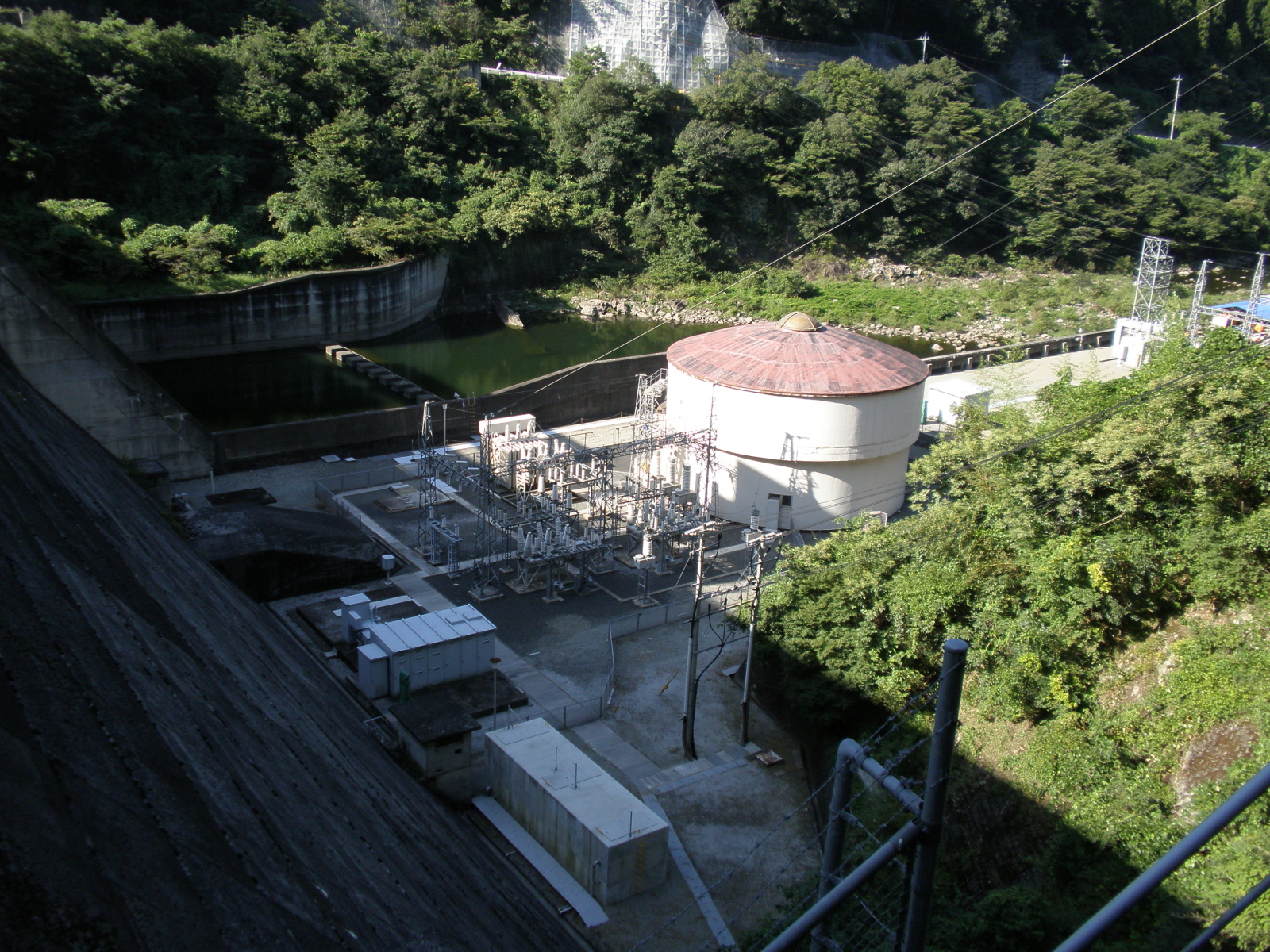
田原発電所
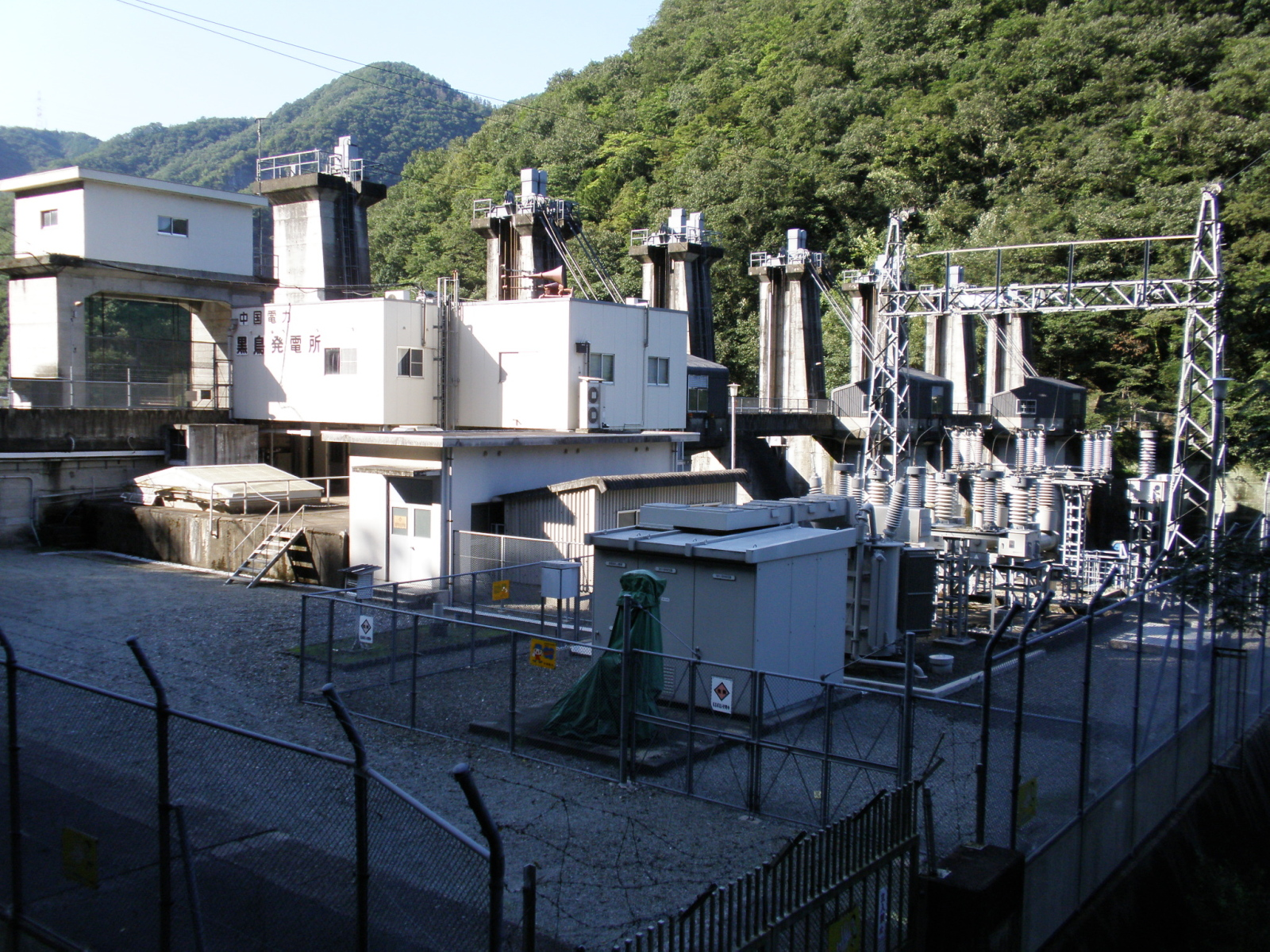
黒鳥発電所